# セメントの女
『セメントの女』（Lady in Cement）は1968年のアメリカ合衆国の映画。『トニー・ローム/殺しの追跡』の続編。出演はフランク・シナトラなど。

## キャスト
※括弧内は日本語吹替（初回放送1975年8月17日『日曜洋画劇場』DVD収録）
- トニー・ローム：フランク・シナトラ（家弓家正）
- キット・フォレスト：ラクエル・ウェルチ（武藤礼子）
- ウォルド・グロンスキー：ダン・ブロッカー
- デイブ・サンティーニ：リチャード・コンテ（穂積隆信）
- アル・マンガー：マーティン・ガベル
- マリア・ブレット：レイニー・カザン

## スタッフ
- 監督：ゴードン・ダグラス
- 製作：アーロン・ローゼンバーグ
- 原作：マーヴィン・H・アルバート
- 脚本：マーヴィン・H・アルバート、ジャック・ガス
- 撮影：ジョセフ・バイロック
- 特殊効果：L・B・アボット
- 編集：ロバート・L・シンプソン
- 音楽：ウーゴ・モンテネグロ